# 이집트 프리미어리그
이집트 프리미어리그(영어: Egyptian Premier League, 아랍어: الدوري المصري الأول)는 이집트의 최상위 프로 축구 리그로 18개 팀이 참가한다. 최다 우승 팀은 알아흘리(44회 우승)이다.